# Marco Ilaimaharitra
Marco Ilaimaharitra, né le 26 juillet 1995 à Mulhouse en France, est un footballeur international malgache qui joue au poste de milieu défensif au Standard de Liège.

## Carrière

### En club

#### FC Sochaux-Montbéliard
Après avoir porté les couleurs des deux clubs de sa ville natale, l'AS Coteaux Mulhouse et le FC Mulhouse, il rejoint le centre de formation du FC Sochaux-Montbéliard lors de l'été 2008. 
Après être passé par toutes les classes des équipes de jeunes puis par l'équipe réserve, il intègre le groupe professionnel lors de la saison 2013-2014. Le 14 décembre 2013, il joue son premier match professionnel en étant titularisé contre l'OGC Nice lors d'un match de Ligue 1. Le 28 février 2014, il signe son premier contrat professionnel avec son club formateur. Au terme de la saison, le club est rétrogradé en Ligue 2 lors de la dernière journée en terminant à la 18e place.
Lors de la saison 2014-2015, il devient un joueur important du club franc-comtois et marque son premier but professionnel lors la 11e journée de championnat contre LB Châteauroux et le club termine en milieu de tableau. Lors de la saison suivante, il prend part à trente-sept rencontres toutes compétitions confondues et malgré une demi-finale de Coupe de France contre l'Olympique de Marseille, le club doit attendre les dernières journées de championnat pour assurer son maintien.

#### Charleroi SC
Le 6 juillet 2017, Marco Ilaimaharitra signe un contrat de quatre ans au Sporting de Charleroi, club évoluant en première division belge.
Il marque son premier but pour les Zèbres le 4 février 2018 durant le match de la 25e journée du championnat, opposant le Sporting de Charleroi, 2e, et le leader, le FC Bruges.  Son 2e but est marqué le 13 avril 2018 lors de la 3e journée des PO1 contre le KRC Genk. 
Le 28 août 2021, à la suite du départ de Dorian Dessoleil, il devient le nouveau capitaine des "Zèbres".
Le 31 janvier 2022, alors que son contrat se terminait en juin 2022, Marco Ilaimaharitra prolonge son aventure zébrée pour 2 ans de plus, soit jusqu'en 2024.

#### KV Courtrai
Sans contrat depuis son départ de Charleroi, Marco Ilaimaharitra s'engage avec le KV Courtrai lors du mercato hivernal 2024-2025 jusqu'en fin de saison avec une option pour une saison supplémentaire.

#### Standard de Liège
Après un passage éphémère de six mois au KV Courtrai, Marco Ilaimaharitra fait son retour en Wallonie en s'engageant librement avec le Standard de Liège. Il signe un contrat de deux saisons, assorti d'une option pour une année supplémentaire, le liant au club liégeois au minimum jusqu'en 2027. Il est titulaire et buteur dès le premier match du championnat de Belgique à la RAAL La Louvière le 26 juillet (victoire 0-2).

### En sélection

#### Équipe de France Espoirs
En 2015, Marco Ilaimaharitra participe au Festival international espoirs – Tournoi Maurice-Revello avec la France, qui se déroule en Provence-Alpes-Côte d'Azur. La France remporte le Tournoi de Toulon 2015 en battant le Maroc en finale.
Il est sélectionné à plusieurs reprises en équipe de France des moins de 19 ans avec qui il joue les qualifications pour le championnat d'Europe puis est sélectionné en équipe de France des moins de 20 ans.

#### Équipe nationale de Madagascar
En 2017, il choisit d 'évoluer pour la sélection malgache. Il fait ses débuts lors d'un match amical contre les Comores, le 11 novembre 2017.
Il inscrit son premier but lors de la 2e journée de la CAN 2019 en Égypte offrant ainsi une première victoire historique à Madagascar dans cette compétition.
Il se dit « 75 % malgache et 25 % réunionnais ».

## Statistiques
| Saison                | Club                        | Championnat           | Championnat | Championnat | Coupe nationale | Coupe nationale | Coupe de la Ligue | Coupe de la Ligue | Compétition(s) continentale(s) | Compétition(s) continentale(s) | Compétition(s) continentale(s) | Barrages | Barrages | Total | Total |
| Saison                | Club                        | Division              | M.          | B.          | M.              | B.              | M.                | B.                | Comp.                          | M.                             | B.                             | M.       | B.       | M.    | B.    |
| 2012-2013             | FC Sochaux-Montbéliard rés. | CFA                   | 4           | 0           | -               | -               | -                 | -                 | -                              | -                              | -                              | -        | -        | 4     | 0     |
| 2013-2014             | FC Sochaux-Montbéliard rés. | CFA                   | 6           | 0           | -               | -               | -                 | -                 | -                              | -                              | -                              | -        | -        | 6     | 0     |
| Sous-total            | Sous-total                  | Sous-total            | 10          | 0           | -               | -               | -                 | -                 | -                              | -                              | -                              | -        | -        | 10    | 0     |
| 2013-2014             | FC Sochaux-Montbéliard      | Ligue 1               | 12          | 0           | 2               | 0               | 1                 | 0                 | -                              | -                              | -                              | -        | -        | 15    | 0     |
| 2014-2015             | FC Sochaux-Montbéliard      | Ligue 2               | 27          | 1           | -               | -               | 1                 | 0                 | -                              | -                              | -                              | -        | -        | 28    | 1     |
| 2015-2016             | FC Sochaux-Montbéliard      | Ligue 2               | 29          | 0           | 6               | 0               | 2                 | 0                 | -                              | -                              | -                              | -        | -        | 37    | 0     |
| 2016-2017             | FC Sochaux-Montbéliard      | Ligue 2               | 23          | 0           | -               | -               | 4                 | 0                 | -                              | -                              | -                              | -        | -        | 27    | 0     |
| Sous-total            | Sous-total                  | Sous-total            | 91          | 1           | 8               | 0               | 8                 | 0                 | -                              | -                              | -                              | -        | -        | 107   | 1     |
| 2017-2018             | Charleroi SC                | Division 1A           | 23          | 1           | 3               | 0               | -                 | -                 | -                              | -                              | -                              | 10       | 1        | 36    | 2     |
| 2018-2019             | Charleroi SC                | Division 1A           | 25          | 1           | 2               | 0               | -                 | -                 | -                              | -                              | -                              | 9        | 0        | 36    | 1     |
| 2019-2020             | Charleroi SC                | Division 1A           | 27          | 2           | 3               | 0               | -                 | -                 | -                              | -                              | -                              | -        | -        | 30    | 2     |
| 2020-2021             | Charleroi SC                | Division 1A           | 27          | 1           | 2               | 0               | -                 | -                 | C3                             | 2                              | 0                              | -        | -        | 31    | 1     |
| 2021-2022             | Charleroi SC                | Division 1A           | 29          | 1           | 1               | 0               | -                 | -                 | -                              | -                              | -                              | 4        | 1        | 34    | 2     |
| 2022-2023             | Charleroi SC                | Division 1A           | 32          | 3           | 1               | 0               | -                 | -                 | -                              | -                              | -                              | -        | -        | 33    | 3     |
| 2023-2024             | Charleroi SC                | Division 1A           | 25          | 4           | 2               | 0               | -                 | -                 | -                              | -                              | -                              | 4        | 0        | 31    | 4     |
| Sous-total            | Sous-total                  | Sous-total            | 188         | 13          | 14              | 0               | -                 | -                 | -                              | 2                              | 0                              | 27       | 2        | 231   | 15    |
| 2024-2025             | KV Courtrai                 | Division 1A           | 8           | 1           | -               | -               | -                 | -                 | -                              | -                              | -                              | 5        | 0        | 13    | 1     |
| 2025-2026             | Standard de Liège           | Division 1A           | 4           | 1           | -               | -               | -                 | -                 | -                              | -                              | -                              | -        | -        | 4     | 1     |
| Total sur la carrière | Total sur la carrière       | Total sur la carrière | 301         | 16          | 22              | 0               | 8                 | 0                 | -                              | 2                              | 0                              | 32       | 2        | 365   | 18    |